# Ilvo Bozzi
Ilvo Bozzi (Livorno, 2 febbraio 1928 – Livorno, 30 luglio 2005) è stato un calciatore italiano, di ruolo attaccante.

## Carriera

### Calciatore
Giocò in Serie A con il Livorno nella stagione 1948-1949. Successivamente nella stagione 1951-1952 realizzò 4 reti in 13 presenze in Promozione con la Carrarese, ottenendo anche una promozione nel nascente campionato di IV Serie.
In seguito ha giocato nelle serie minori toscane con Labrone e Pro Livorno.

### Imprenditore
Terminata la carriera da calciatore dopo aver lavorato in un'azienda metalmeccanica (la Motofides) nel 1961 si è messo in proprio, aprendo una sua azienda operante nel medesimo settore.